# Tóth Menyhért-díj
A Tóth Menyhért művészeti ösztöndíjat 1994 óta adományozza évente az arra érdemes festőművész szakos egyetemistának a kecskeméti székhelyű Tóth Menyhért Alapítvány. Az alapítvány székhelye azért van Kecskeméten, mert a Cifrapalota, a Bács-Kiskun Megyei Önkormányzat Kecskeméti Képtára és Kiállítóhelye őrzi a miskei festőművész életművének több mint 90 százalékát.

## A díjazottak
- 1994: Szöllősi Tibor, Varga Minerva Patrícia
- 1995: Kámán Gyöngyi
- 1996: Korodi János
- 1997: Major Szilvia, Sáfrán Dóra
- 1998: Szeivolt Katalin
- 1999: Horváth Krisztián
- 2000: Hatházi László András, Schaller István
- 2002: Csató József
- 2003: Gáspár Eszter, Mara Kinga Villő
- 2004: Lenkes Ildikó
- 2006: Thuróczy Zoltán
- 2007: Karner Gábor
- 2008: Gyergyádesz Mihály
- 2009: Tőkés Réka, Szabó Kristóf
- 2010: Bartus Ferenc
- 2011: Herold Anikó